# Uwe Abel
Uwe Abel (* 12. August 1966) ist ein ehemaliger deutscher Fußballspieler. In der höchsten Spielklasse des DDR-Fußballs, der Oberliga, spielte er für den FC Rot-Weiß Erfurt.

## Sportliche Laufbahn

### Gemeinschafts-, Club- und Vereinsstationen
Uwe Abel begann seine Laufbahn bei der BSG Motor Heiligenstadt. 1979 wechselte er in die Nachwuchsabteilung des FC Rot-Weiß Erfurt. Bereits in seinem letzten Jahr als Spieler der Erfurter Juniorenoberligamannschaft kam er für die RWE-Reserve in der zweitklassigen Liga im überregionalen Männerfußball des ostdeutschen Teilstaates zum Einsatz.
Gegen Ende dieser Spielzeit 1984/85 debütierte der U-18-Nationalspieler parallel auch schon in der Oberliga bei den Blumenstädtern. In zwei der letzten drei Saisonpartien wurde Abel jeweils eingewechselt. Am 24. und 26. Spieltag wurde das 18-jährige Talent bei den Heimsiegen gegen die BSG Wismut Aue (1:0) und den 1. FC Magdeburg (4:0) im Laufe des Spiels von Erfurts Coach Hans Meyer auf das Feld geschickt.
Bis zum Frühjahr 1991 bestritt er insgesamt 97 Oberligaspiele, in denen er elf Tore schoss. In der letzten eigenständigen Saison des ostdeutschen Erstligafußballs schaffte er mit den Erfurtern die Qualifikation für die 2. Bundesliga und als Tabellendritter auch für den Europapokal. Im UEFA-Pokalwettbewerb der Saison 1991/92 war er bei allen vier Spielen gegen den FC Groningen und Ajax Amsterdam bis zum Ausscheiden in der 2. Runde dabei. In der Premierensaison der gesamtdeutschen 2. Liga bestritt er 23 Partien und erzielte dabei zwei Tore.
Laut verschiedenen Online-Quellen war Abel 1993/94 für den hessischen Amateur-Oberligisten Borussia Fulda im deutschen Vereinspokal am Ball. Auch mit den Sportfreunden Oesede trat er im Folgespieljahr im DFB-Pokal an. Von 1995 bis 1998 spielte er beim bayerischen Kreisligisten SV Landau. In seiner letzten Saison bei diesem Verein konnte er aufgrund einer Knieverletzung kaum noch auflaufen.

### Auswahleinsätze
Mit der DDR-Juniorennationalelf legte er im Spieljahr 1984/85 in der Qualifikation den Grundstein für den späteren europäischen Titelgewinn, an dem die Spieler seines Jahrgangs 1966 aber in dem auf zwei Jahre gestreckten Wettbewerb 1985/86 nicht mehr teilnehmen konnten. Insgesamt absolvierte der Erfurter, zunächst unter anderem bei den Jugendwettkämpfen der Freundschaft als Libero aufgeboten, zwischen 1984 und 1985 13 Länderspiele, in denen er ein Tor erzielte. Von 1986 bis 1987 gehörte er zum Kader der DDR-Nachwuchsauswahl, für die er neun U-21-Länderspiele bestritt und zwei Treffer schoss.

## Trainerlaufbahn
Ab 1998 trainierte er den SV Haidlfing und später den SV Landau. In der Saison 2009/10 war Abel Assistenztrainer von Albert Krebs beim Oberligisten FC Rot-Weiß Erfurt II. Zur Saison 2010/11 wechselte das Trainergespann zum Thüringer Landesklassisten FC Wartburgstadt Eisenach.